# عباس رزاقی
عباس رزاقی (متولد ۱۳۳۹ تهران) دوچرخه سوار مسافت‌های طولانی و محقق تاریخ ورزش می‌باشد. او بارها با شعار المپیک و صلح به نمایندگی کمیته ملی المپیک جمهوری اسلامی ایران برای انتقال پیام صلح و دوستی دولت و مردم ایران به کمیته‌های المپیک دیگر کشورها برنامه‌های رکاب زنی در مسیرهای گوناگون انجام داده‌است. وی خاطرات برخی از سفرهای خود را در قالب دو کتاب منتشر کرده‌است.